# Cuthbertus
Cuthbertus, ook Cuthbert, Cubert, Cudbright, Cuddie, Cuddy van Lindisfarne, van Canterbury of van Durham), (634 - Lindisfarne, 20 maart 687) was een Angelsaksische bisschop in het Koninkrijk Northumbria, dat zich in zijn tijd, oostelijk van de Pennines uitstrekte van de Humber tot de Forth. Hij ging door met de kerstening van zijn bisdom, niet altijd met instemming van lokale heersers. Hij leefde in een tijd dat de Romaanse riten de Keltische vervingen en alle kerken op de Britse eilanden onder een centraal gezag kwamen. Na zijn dood werd hij een van belangrijkste middeleeuwse heiligen van Engeland en Schotland. Cuthbertus wordt beschouwd als de patroonheilige van Northumbria. Zijn feestdag is 20 maart.

## Leven

### Jonge man
Cuthbert was van Northumbrische afkomst, waarschijnlijk uit de buurt van het huidige Dunbar aan de mond van de Firth of Forth in het huidige Schotland. Toen hij als een jongen als schaapherder werkte, kreeg hij op een nacht een visioen hoe de ziel van heilige Aidan door engelen de hemel werd binnengevoerd. Hierna trad hij bij de benedictijnen in het door Aiden gestichte klooster van Old Melrose en werd monnik (651). Niet lang daarna was hij echter enige jaren actief als soldaat.

### Ripon, Prior in Melrose
Na zijn terugkeer in het klooster kreeg hij snel een goede naam vanwege zijn vroomheid, ijver en gehoorzaamheid. Toen Alchfrith, de koning van Deira, een nieuw klooster stichtte in Ripon in Yorkshire werd Cuthbert aangesteld als praepositus hospitum (gastheer). Alchfrith introduceerde de Romaanse variant van het christendom, waardoor de monniken die meer zagen in de Keltische variant zich genoodzaakt zagen terug te keren naar Melrose. In 664 werd het klooster getroffen door een epidemie, waarvan Cuthbert herstelde, maar de prior niet. Cuthbert volgde hem op en was de komende jaren zeer actief. Hij preekte veel, was actief als missionaris en verrichtte zelfs wonderen.

### Abt in Lindisfarne
Na de synode van Whitby in 664 lijkt het erop dat Cuthbert de Romaanse gebruiken heeft aanvaard, want zijn oude abt, Eata, deed een beroep op hem om de nieuwe gebruiken te introduceren in Lindisfarne. Dit was een ondankbare taak, maar Cuthbert ontwapende de oppositie met zijn geduld en charme. Hij bleef abt van Lindisfarne tot 676.

### Kluizenaar op de Farnes-eilanden
Nadien werd hij kluizenaar. Hij trok zich terug in een grot. Na een tijdje vestigde hij zich op de Farnes Islands, ten zuiden van Lindisfarne, waar hij zichzelf een steeds strenger regime oplegde. Eerst ontving hij nog bezoekers en waste hun voeten, maar later trok hij zich terug in zijn cel en opende het venster alleen nog maar om zijn zegen uit te spreken. Op de Farnes-eilanden vaardigde hij regels uit om de aldaar broedende eidereenden en andere zeevogels te beschermen. Hij werd daarmee een van de eerste natuurbeschermers. Hij heeft goede papieren om de patroonheilige van de natuurbeschermers te worden. In moderne Northumbrische dialecten worden eidereenden naar hem nog steeds Cuddy ducks (Cuthberts eenden) genoemd.

### Bisschop van Lindisfarne
in 684 werd Cuthbert op de synode van Twyford (zeer waarschijnlijk het huidige Alnmouth) gekozen tot bisschop van Lindisfarne. Hij was zelf niet op deze synode aanwezig en stond niet te springen om de Farnes eilanden te verlaten. Pas na een bezoek van een grote groep hoogwaardigheidsbekleders, waaronder koning Ecgfrith van Northumbria, stemde hij in met zijn benoeming. Hij werd op 26 maart 685 in York door aartsbisschop Theodorus van Tarsus en zes collega-bisschoppen ingezworen. Hij was een vriend van de H. Ebbe de Oude. Ook verzorgde hij in 685 de slachtoffers van een epidemie en viel wederom op door wonderbaarlijke genezingen. Na anderhalf jaar  keerde hij in 687 echter toch terug naar zijn cel op Inner Farne Island, drie kilometer ten zuiden van Bamburgh, waar hij nog hetzelfde jaar overleed.

## Nalatenschap
Zijn feestdag wordt gevierd op 20 maart in de Katholieke en Anglicaanse Kerk. Hij wordt aangeroepen tegen de pest en is de patroonheilige van de bootverhuurders, van Durham, van de bisdommen Hexham en Newcastle, van het diocees Lancaster, van de zeemannen, Northumbrië, de schaapherders en de veermannen. Cuthbertus wordt afgebeeld als een bisschop, omringd door zwanen en otters, als een bisschop die het gekroonde hoofd van de H. Oswald van Northumbria vasthoudt, als een heremiet met een T-staf die door een egel gevoed wordt, als een intact lichaam met een kelk op de borst, biddend bij de zee terwijl hij een hut bouwt en de duivels uitdrijft, adelaars berispend, vooruitgetrokken door zwanen en otters en met een monnik die zijn voeten kust, met lichtzuilen boven hem.
- Bibsys: 71071
- Gemeinsame Normdatei: 119053195
- International Standard Name Identifier: 0000 0001 0884 2614
- Library of Congress Control Number: n84070072
- Nationale bibliotheek van Australië: 61539899
- Nationale Bibliotheek van Israël: 987007260093205171
- Nederlandse Thesaurus van Auteursnamen: 072579439
- SNAC: w6n68thg
- Système universitaire de documentation: 030044375
- Trove: 1842487
- Virtual International Authority File: 264324310
- WorldCat: E39PBJfCqyPVxtBcbKckHfryVC